# 80
80（八十）是79与81之间的自然数。

## 在数学中
- 第57個合數，正因數有1、2、4、5、8、10、16、20、40和80。前一個為78、下一個為81。
質因數分解為{\displaystyle 2^{4}\times 5}。
- 第17個過剩數，真因數和為106，盈度為26。前一個為78、下一個為84。
  - 第18個半完全數，和為本身的其中一組因數為1、 2、 4、 5、 8、 20、 40。前一個為78、下一個為84。
- 第29個十进制的哈沙德數。前一個為72、下一個為81。
- 第46個十进制的奢侈數。前一個為78、下一個為82。
- 正八十邊形為第22個可作圖多邊形。前一個為68、下一個為85。

## 在人类文化中
- 日本第80代天皇高倉天皇

## 在科学中
- 汞的原子序數[1]

## 在其它领域中
- 是HTTP协议的默认端口号。
- 80%的结果来自于20%的资源。参见：帕累托法则。
- 型号名称：
  - T-80：苏联坦克。
  - IAR 80戰鬥機：二战期间罗马尼亚的战斗机。